# Distrito de Shioya
Shioya (塩谷郡 Shioya-gun?) es un distrito ubicado en la prefectura de Tochigi, Japón.
A la altura del año 2003, el distrito tenía una población estimada de 57656 personas y una densidad de población de 60,91 personas por km². El área total es de 946,53 km².

## Pueblos y aldeas
- Shioya
- Takanezawa

## Fusiones
- El 28 de marzo de 2005 los pueblos de Kitsuregawa y Ujiie se fusionaron para formar la ciudad de Sakura.
- El 20 de marzo de 2006 el pueblo de Fujihara y la aldea de Kuriyama se fusionaron con la ciudad de Nikkō. Con esta fusión, no quedan más aldeas en la prefectura.

- Datos: Q1346028